# Platycryptus magnus
Platycryptus magnus är en spindelart som först beskrevs av George William Peckham och Elizabeth Maria Gifford Peckham 1894. 
Platycryptus magnus ingår i släktet Platycryptus och familjen hoppspindlar. Inga underarter finns listade i Catalogue of Life.